# برنده (آلبوم)
برنده عنوان یازدهمین آلبوم استودیویی رضا صادقی است که در تاریخ ۲۸ اردیبهشت ۱۴۰۴ به‌صورت رسمی از وبسایت رضا صادقی و پلتفرم های دیجیتال موسیقی منتشر شد.تهیه کننده این آلبوم موسسه فرهنگی هنری لیما به مدیریت میلاد ماهان راد است.این آلبوم که شامل ۱۶ قطعه می باشد،ابتدا قرار بود در سال ۱۴۰۳ منتشر شود اما به دلایل گوناگون انتشار آلبوم به سال ۱۴۰۴ موکول شد و نهایتا در تاریخ ۲۸ اردیبهشت ۱۴۰۴ آلبوم برنده منتشر شد.

## معرفی آلبوم
آلبوم برنده شانزده قطعه دارد،قطعات قسم،پاشو بیا،خط و نشون و آشوب که پیش تر به‌صورت تک آهنگ منتشر شدند با تنظیم جدید در این آلبوم قرار دارند.همچون آلبوم های گذشته،قطعاتی با گویش بندری در آلبوم برنده به جشم میخورد:قطعه آشوب و قطعه دلبر که از موسیقی هرمزگان و بوشهر الهام گرفته شده است.
رضا صادقی در توضیحات این آلبوم نوشته است:
«برای برنده شدن باید از خیلی برنده ها جلوتر بری، باید خسته ترین حالت ممکن، زانوهات نلرزه، باید صبور باشی و تشویق و ملامت ها رو، رد کنی و فقط به جلو نگاه کنی. برای برنده شدن باید، آباد و آگاه و آزاد باشی و از همه مهمتر بعد از مهر حضرت دوست، دوستان برنده ای داشته باشی که برای برنده شدنت با قلبشون همراهت باشن.
ممنونم از خدای باورهام، خانواده صبورم، هواداران آگاهم و کمپانی لیما کنسرت، میلاد ماهان راد که مسیر سی ساله من رو باور داشت و برای هموار کردن ادامه مسیر از روح و قلب و همه توانش مایه گذاشت.
با همه قلبم آلبوم برنده رو تقدیم می کنم به همه برنده ها مخصوصا مردم صبور و برنده بندرعباسم که در هر سختی و تلخی و آتش روزگار با قلبشان دوباره سبز می شوند. با امید اینکه این آلبوم خاطره ساز و ماندنی باشد.
من کنارتم رفیق، میدونم سخته، میدونم تلخه، اما شک نکن «برنده ای»، ببین منو… باید برنده شیم، آگاه، آباد، آزاد
ارادتمند رضا صادقی»
در بخش ترانه،اسامی مختلفی از جمله رضا صادقی، مهداد همایون‌پور، نوید بهبودی، ایمان مسرور، ندا پارسایی، آراز شیرافکن، سامی شریف، مهدی ایوبی، کیانا ناطقی، محمد مبارکی، پیام ربیعی، محمد رضا صادقی، امیر آرسین، صالح نیازی و محمدعلی شیعاوى به چشم میخورد.
مهداد همایون‌پور، نوید بهبودی، مهدی ابراهیمی نژاد، فرزین کاتب، سامی شریف، وحید پویان، رضا آبزین، تورج جهانگیری، محمد رضا صادقی، امیر آرسین، صالح نیازی و محمدعلی شیعاوى در بخش آهنگسازی این آلبوم حضور دارند.
رضا صادقی در بخش تنظیم با افرادی همچون سهیل شمس، فرید ایمانی، مهدی ابراهیم نژاد، فرزین کاتب، شجاعت شفائی، هادی جولانی، علیرضا اسدی، مجید ملوندی، میلاد اقدسی، محمد رضا صادقی و مسعود همایونى همکاری داشته است.
میکس و مسترینگ قطعات آلبوم توسط محمد فلاحی، فرید ایمانی، حسین پور معصومی، شجاعت شفائی، حمید حاتمی، هادی جولانی، حامد بهراد، حمید صانع، شاهرخ احمدی و مسعود همایونى انجام شده است.
آلبوم برنده به دلیل مشکلات فقر و اقتصادی در داخل ایران به‌صورت کاملا رایگان منتشر شد